# باسكال جريجوري
باسكال جريجوري (بالفرنسية: Pascal Greggory)‏
```
(و. 
1954
 – 
م
)
[
2
]
 هو 
ممثل
، 
وممثل مسرحي
، 
وممثل أفلام
 من 
فرنسا
 . ولد في 
باريس
.
[
3
]
[
4
]
```

## جوائز وترشيحات
حصل على جوائز منها:
- وسام جوقة الشرف من رتبة فارس.

ترشح لـ:
- جائزة سيزر لأفضل ممثل مساعد، عن عمل:الحياة الوردية (2008)
- جائزة سيزر لأفضل ممثل، عن عمل:Confusion of Genders (2001)
- جائزة سيزر لأفضل ممثل، عن عمل:Those Who Love Me Can Take the Train (1999).

## روابط خارجية
- باسكال جريجوري على موقع IMDb (الإنجليزية)
- باسكال جريجوري على موقع قاعدة بيانات الأفلام العربية
- باسكال جريجوري على موقع ألو سيني (الفرنسية)
- باسكال جريجوري على موقع أول موفي (الإنجليزية)
- باسكال جريجوري على موقع قاعدة بيانات الأفلام السويدية (السويدية)
- باسكال جريجوري على موقع قاعدة بيانات الفيلم (الإنجليزية)
- باسكال جريجوري على موقع كينوبويسك (الروسية)